# الحمار الذهبي
الحمار الذهبي (باللاتينية: Asinus aureus)، أو تحولات (Metamorphoses) رواية كوميدية للوكيوس أبوليوس وفي النطق المحلي افولاي، تعتبر أول رواية في تاريخ الإنسانية وصلت كاملة - هناك رواية قبلها لكنها وصلت ناقصة -
وهي عبارة عن 11 كتاب (فصل) يحكي بشكل أساسي قصة إنسان يهتم بالسحر، ويحب أن يتحول إلى طير، ولكنه يتحول إلى حمار، و بالإضافة إلى الحدث الرئيسي، تحتوي الرواية بين طياتها، قصص تطول وتقصر، ليست على علاقة وطيدة بالنص الأصلي، وعددها 17 قصة، بعضها شهدها البطل بنفسه، والبعض الآخر سمعها.

## الترجمات إلى اللغة العربية
- ترجمة الدكتور علي فهمي خشيم، ليبيا، عن الإنجليزية: 1980م صادرة عن المنشأة العامة للنشر، طرابلس، ليبيا، بعنوان (تحولات الجحش الذهبي).
- ترجمة الدكتور ابولعيد دودو، الجزائر، عن الفرنسية: 2001م، صادرة عن الدار العربية للعلوم، بعنوان (الحمار الذهبي).
- ترجمة عمار الجلاصي، تونس، عن اللاتينية: 2000م، صادرة عن مؤسسة تاوالت الثقافية، بعنوان (الحمار الذهبي أو التحولات).

## شخصيات الرواية
- لوكيوس - الشاب الذي تحول إلى حمار (بطل الرواية).
- ميلو - مضيف لوكيوس.
- بامفيلا - زوجة ميلو.
- فوتيس - خادمة بامفيلا.
- بيرهينا - قريبة والدة لوكيوس.

## الملخص

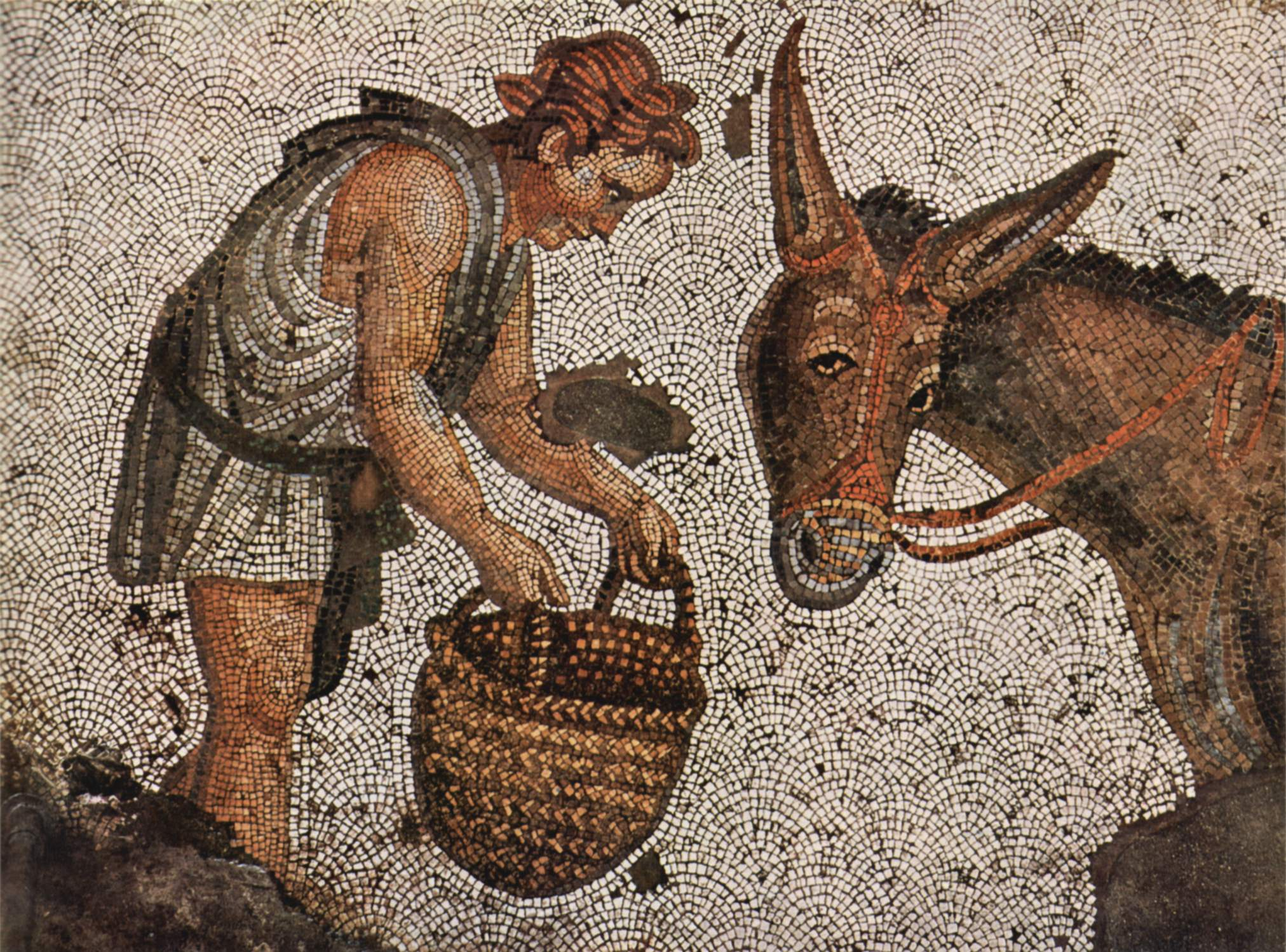

يتوجه شاب، يدعى لوكيوس، من مدينة كورنث، لأسباب عائلية إلى مدينة هيباتا بمقاطعة تيساليا، فيلتقي في طريقه إليها بمسافرين، سمع من أحدهما حكاية بشعة، ولكنها مثيرة عن الأعمال السحرية، حركت فضوله. وعندما وصل مدينة هيباتا، نزل ضيفا على غني بخيل يدعى ميلو، والتقى في المدينة بقريبة لأمه اسمها بيرهينا، حذرته من الأعمال السحرية، التي تمارسها بامفيلا، زوجة مضيفه ميلو، وعرضت أن يقيم عندها تجنبا لما قد يناله بسببها من متاعب، ولكنه رفض عرضها حتى لا يجرح شعور مضيفه البخيل، وزاد هذا التحذير من فضوله ومن رغبته في التعرف على هذه القوى السحرية الغامضة، وأخذ يتقرب، لبلوغ هذا الغرض من فوتيس خادمة بامفيلا،
في يوم من الأيام ألح على فوتيس أن تمكنه من رؤية سيدتها وهي تمارس أعمالها السحرية، فوعدته بتحقيق رغبته في وقت قريب، ووفت بما وعدته فعلا، فقادته إلى مكان خفي، أستطاعا منه أن يلاحظا معا كيف أخذت بامفيلا مرهما من إحدى العلب ودهنت به جسمها، فتحولت إلى بومة وطارت مبتعدة عن بيتها، عندها ملك الفضول عليه نفسه، فرغب أن يعيش هو نفسه تجربة التحول، فألح على الخادمة أن تستجيب لرغبته، فلم تمانع في ذلك، وحين أحضرت له المرهم المطلوب، أخطأت في تناول العلبة المناسبة، فكانت نتيجة ذلك أن تحول لوكيوس بعد دهن جسده به إلى حمار، وراح يشاهد نفسه كيف أخذت تبرز في جسمه كل أعضاء الحمار وكيف أخذ يتصف بجميع صفاته الظاهرة باستثناء عقله، الذي ظل عقل إنسان، فاسقط في يده وكذلك حبيبته الخادمة، غير أنها وعدته بأنها ستحضر له في الصباح التالي باقة من الورد ليأكل منها، ويستعيد بذلك شكله الإنساني، ثم قادته إلى الإسطبل، ليقضي فيه ليلته مع حصانه وحمار مضيفه ميلو، لكن لسوء حظه، هاجم اللصوص البيت في الليلة نفسها، فحملوا المسروقات عليه وعلى زميليه، وقادوه تحت الضربات الكثيرة الموجعة إلى مغارتهم في أحد الجبال، وكانت تقوم على خدمتهم امرأة عجوز، وفي المغارة عاش حدثا آخر مروعا، وهو أن اللصوص أحضروا معهم فتاة رائعة الجمال، كانوا قد أختطفوها يوم عرسها لابتزاز أموال أبيها، فراحت تبكي بكاء مرا تواصل طويلا ولم تسكت إلا عندما هددتها العجوز، فراحت حينئذ تروي لها حكاية لتسليتها، هي حكاية آمور وبسيشة، أو الحب والنفس، وعندما عزم على الفرار، امتطته ففر بها، لكن اللصوص لحقوا بهما، وأعادوهما، وكان من الممكن أن يعاقبوهما عقابا شديدا، لو لم يحضر شاب إلى مغارة اللصوص، أدعى أن له تجارب كثيرة في ميدان اللصوصية، وأقترح أن يكون رئيسهم، فوافقوا على ذلك، ولم يكن هذا الشاب في واقع الأمر إلا خطيب الفتاة المختطفة، فأسكر اللصوص، ثم قيدهم وفر بخطيبته بعد أن أركبها فوق ظهر الحمار (لوكيوس)، حاولت الفتاة بعد نجاتها أن ترد للحمار جميله، فطلبت من والديها العناية به، وبعد ذلك أمرا بتسليمه إلى رئيس الإسطبل لإرساله إلى المرعى مع الخيول، لكن ما إن وصل الحمار إلى المرعى، حتى وجد معاناة جديدة في أنتظاره، فقد أستخدم في إدارة الرحى، وفرض عليه حمل الحطب من الجبل إلى السهل، ولقي معاملة قاسية من الغلام الذي يسوقه، كان عليه ذات يوم أن يحمل الحطب من جديد، وإذا بدب يظهر أمامه ويعترض طريقه، فخاف منه وهرب، لكن الخدم لحقوا به وأعادوه إلى رئيسهم، وتبدأ مرحلة جديدة من حياة لوكيوس بعد موت الفتاة، فقد سرقه رئيس الإسطبل وفر به، وبعد مغامرات أخرى وقع في يد مجموعة من رهبان الإلهة المصرية إيزيس، فكان عليه أن يحمل تمثالهم أثناء تنقلهم، وكانت له معهم تجارب مريرة أيضا، وناله منهم العذاب أكثر من مرة، ولم يسلم من سطوتهم إلا بعد أن أتهم الرهبان بسرقة قدح ذهبي وسجنوا، وأصبح له سيد آخر، فقد أشتراه طحان أستخدمه في إدارة حجر الرحى، وكانت زوجته تكره الحمار، وأنتقلت ملكيته بعد موت الطحان إلى بستاني، فعانى عنده الجوع والبرد، ومنه أنتقلت ملكيته إلى جندي، ثم إلى أخوين يعملان حلاويين وطاهيين عن أحد الأغنياء، فبدأت مرحلة رائعة بالنسبة إليه، إذ صار يأكل بشكل كافي من بقايا الأطعمة التي كان الأخوين يحضرانها من بيت سيدهم، غير أن تناوله لهذه الأطعمة سرعان ما تحول إلى نزاع بين الأخوين : إذ أتهم أحدهما الآخر بأكلها دون علمه، ثم أكتشفا السر، وحدثا سيدهما عن ذلك، فأبدى السيد أهتماما كبيرا بذوق الحمار وأشتراه منهما، وقدمه لعتيق له للعناية به، وعلمه هذا ألعابا مختلفة نالت إعجاب الخاص والعام، وأخذ يؤجره لمن يرغب في خدماته المتنوعة، من ذلك أن صاحبه قرر تقديمه في عمل مخز على المسرح، لكنه أنقذ نفسه من تلك المهزلة بالفرار منه، وأخذ التعب منه فنام حيثما اتفق له، وحين أستيقظ في منتصف الليل وجد نفسه على الشاطئ، فأغطس رأسه في البحر سبع مرات وتضرع إلى ملكة السماء أن تحرره من هيأة الحيوان وعندما عاوده النوم ظهرت له الإلهة ايزيس في حلمه، وأخبرته أنها استجابت لدعائه. وما إن وصل الموكب العظيم لتمجيد إلهة كورنث حتى لمح لوكيوس الكاهن وهو يحمل إكليلا من الورد، فأسرع إليه وأكل منه، فاستعاد في الحين هيأته البشرية، فتحدث الكاهن عن قدرة الإلهة على إحداث هذه المعجزة التي أندهش لها الناس، وأمر لوكيوس بتكريس حياته لعبادتها، فأنضم إلى الموكب المتوجه إلى البحر لتدشين سفينة، ثم عاد معه إلى معبد الإلهة، وظل بعدئذ وفيا لعبادتها إلى أن تم له في النهاية الاطلاع على أسرارها، فكان يتردد في روما على زيارة معبدها، وبعد سنة من ذلك اطلع أيضا على أسرار أوزيريس ونال الدرجة الثالثة من القدسية بعد فترة أخرى من الزمن وصار كاهنا في نظام الرهبنة.

## روابط خارجية
- الحمار الذهبي على موقع الموسوعة البريطانية (الإنجليزية)